# Cornel Borbély
Cornel Borbély (* 1978, heimatberechtigt in Dürnten) ist ein Schweizer Jurist. Er ist Rechtsanwalt in Zürich und war von Dezember 2014 bis Mai 2017 Vorsitzender der Untersuchungskammer der FIFA-Ethikkommission.

## Leben und Ausbildung
Nach der Matura war er von 1997 bis 2000 für eine Grossbank tätig und studierte zeitgleich an der Universität Zürich Rechtswissenschaften. Borbély schloss das Studium 2003 ab und wurde 2005 promoviert, ebenfalls an der Universität Zürich. An der Hochschule Luzern erhielt er 2007 einen Abschluss in Forensik und 2012 einen Master in Economic Crime Investigation.

## Berufliche Laufbahn
Borbély wurde 2006 im Kanton Zürich als Rechtsanwalt zugelassen und im gleichen Jahr Juristischer Sekretär bei der Staatsanwaltschaft des Kantons. 2007 erfolgte seine Berufung zum Staatsanwalt mit Zuständigkeit für allgemeine Strafsachen. Borbély wechselte 2008 in die Abteilung für Wirtschaftskriminalität und war dort ab 2011 Gruppenleiter. Nach seinem Ausscheiden 2014 war Borbély als Rechtsanwalt bei einer Kanzlei in Zürich tätig.
2015 eröffnete er in Zürich eine eigene Kanzlei für Straf- und Wirtschaftsrecht.
Ende Jahr 2016 wählte das Wirtschaftsmagazin Bilanz Borbély zu einem der 10 wichtigsten Wirtschaftsanwälte der Schweiz.

## FIFA
Borbély wurde im Mai 2013 stellvertretender Vorsitzenden der Untersuchungskammer der FIFA-Ethikkommission. Gemeinsam mit Michael J. Garcia, dem Vorsitzenden der Untersuchungskammer, untersuchte er die Korruptionsvorwürfe im Zusammenhang mit der Vergabe der Fussball-Weltmeisterschaften 2018 und 2022 an Russland und Katar. Um für den US-Amerikaner Garcia Interessenskonflikte zu vermeiden, wurde Borbély im Oktober 2013 die Hauptverantwortung für die Ermittlungen in Bezug auf die Fussball-Weltmeisterschaft 2018 übertragen. Der Untersuchungsbericht wurde im September 2014 an die Rechtsprechende Kammer der FIFA-Ethikkommission übergeben. Nach dem Rücktritt von Garcia als Vorsitzender der Untersuchungskammer bestimmte die FIFA Borbély zu seinem Nachfolger. Der FIFA-Kongress im Mai 2015 bestätigte ihn als Vorsitzenden. Gemeinsam mit Hans-Joachim Eckert, dem Vorsitzenden der Rechtsprechenden Kammer, hatte sich Borbély massgebend gegen eine Verschwiegenheitsklausel bei laufenden Verfahren der FIFA-Ethikkommission und für mehr Transparenz und Recht auf Information engagiert. Im Oktober 2015 bestätigte das FIFA-Exekutivkomitee neue Regeln für die Veröffentlichung von Ermittlungsinformationen.
Borbély war verantwortlich für die Ermittlungen gegen hohe FIFA-Funktionäre wie Jérôme Valcke, Jeffrey Webb, Franz Beckenbauer, Eugenio Figueredo, Nicolás Leoz, Ángel María Villar Llona, Jack Warner, Chung Mong-joon, Wolfgang Niersbach oder Theo Zwanziger. Für die Untersuchungen gegen den ehemaligen FIFA-Präsidenten Sepp Blatter war Borbély nicht verantwortlich, da Blatter ebenfalls Schweizer ist. Borbély wurde von Robert Torres aus Guam vertreten. Weil die Ermittlungen gegen Blatter auch UEFA-Präsident Michel Platini betrafen, wurde die Verantwortung für die Ermittlungen gegen Platini an Vanessa Allard aus Trinidad und Tobago übertragen.
Im Mai 2017 wurde ihm, bereits zum entsprechenden FIFA-Kongress in Bahrein eingeladen und angereist, ohne Angabe von Gründen und entgegen vorangegangener Aussagen der Generalsekretärin Fatma Samoura während des Anfluges mitgeteilt, dass er nicht zur Wiederwahl nominiert würde. Borbély wertete dies als ein Versanden hunderter weiterer Fälle, die auf seinem Schreibtisch gelegen hätten, und kommentierte: „Der Ethikkodex [der FIFA] ist damit ein totes Blatt Papier.“ Seine Nachfolge trat die Kolumbianerin María Claudia Rojas an.

## Sports Governance Unit
Gemeinsam mit Hans-Joachim Eckert, dem ehemaligen Vorsitzenden der Rechtsprechenden Kammer der FIFA-Ethikkommission, und Marc Tenbücken, einem Kommunikationsexperten, gründete Borbély im November 2017 die Sports Governance Unit, welche Sportverbände, Vereine und Sponsoren zu Good Governance berät.

## Weitere Tätigkeiten
Borbély ist Chef von Untersuchungsrichtern der Schweizer Militärjustiz und bekleidet den Rang Oberstleutnant. Er ist Dozent für Wirtschaftsstrafrecht und Studienleiter eines Master-Lehrgangs für Economic Crime Investigations. Im März 2018 wurde er vom Schweizer Bundesparlament in die Aufsichtsbehörde über die Bundesanwaltschaft gewählt. Am 19. November 2018 trat er von dem Amt zurück, um für die Behörde Ressourcen frei zu machen, nachdem FIFA-Themen in der Tätigkeit der Aufsichtsbehörde eine zentrale Rolle eingenommen hatten. Bei diesen hätte sich Borbély aufgrund seiner früheren Tätigkeit für die FIFA-Ethikkommission im andauernden Ausstand befunden.

## Veröffentlichungen
- Der Grundsatz der geheimen Abstimmung, 2005[34]
- Die Kostentragung in Einstellungsverfügungen, 2011[35]
- Unternehmen im Fokus von Straftätern, 2016[36]
- Datendiebstahl in einem KMU: Strafrechtliche Aspekte, 2016[37]